# Чечерська рівнина

Чечерська рівнина

Чечерська рівнина — рівнина на південному сході Могильовської, північному сході та сході Гомельської областей розташована на схід від долини річки Дніпро, по обидва боки річки Сож.
Протяжність з заходу на схід до 35 км, з півночі на південь до 52 км. Поверхня хвиляста, висота 140—190 м над рівнем моря. Коливання відносних висот 5-7, рідше до 10-15 м. Переважають другорядноморенні рівнини, складені валунними супесями і суглинками. 
Річки — Сож з притоками Проня (пониззя), Косолянка, Добрич, Чечера, Липа (праворуч), Беседь, Кляпинка, Покоть (ліворуч); ліві притоки Дніпра — Полна, Ухлясть, Бобровка, Гутлянка. 
Лісистість до 30 %. На лівобережжі Сожа масиви сосняків чергуються з березняками і чорновільшанниками. На правобережжі Сожа переважають сосняки. На півдні рівнинні ділянки дубрав з домішкою граба, в центральній частині зустрічаються широколистно-ялинові і широколистно-соснові ліси. Зустрічаються невеликі масиви низинних боліт, в тому числі Кобилянської, Годилево, Зимник. Улоговини і ложбини зайняті позапойменними дрібноосиковими і злаковими луками. Під ріллею близько 50 % території.
У межах Чечерської рівнини три заказника.